# Kanton Vaulx-en-Velin
Der Kanton Vaulx-en-Velin war bis 2015 ein französischer Kanton im Arrondissement Lyon und in der  Region Rhône-Alpes. Er gehörte ursprünglich zum Département Rhône und umfasste die Stadt Vaulx-en-Velin. Der Kanton wurde abgeschafft, als zum Jahreswechsel 2014/2015 die Métropole de Lyon das Département Rhône als übergeordnete Gebietskörperschaft von Vaulx-en-Velin ablöste und die Kantone ihre Funktion als Wahlkreise verloren. Sein letzter Vertreter im conseil général des Départements war Stéphane Gomez (PS), er folgte Hélène Geoffroy (ebenfalls PS, Amtszeit 2004–2012) nach.